# 集美区
集美区是福建省厦门市所辖的一个市辖区，集美原名潯尾，地理上稱集美半島。位居廈門市的幾何中心和廈漳泉三角地帶中心位置，324國道、319國道過境，區内有集美大学等高等院校。该区是一個以教育和觀光拉動發展的區。

## 历史沿革

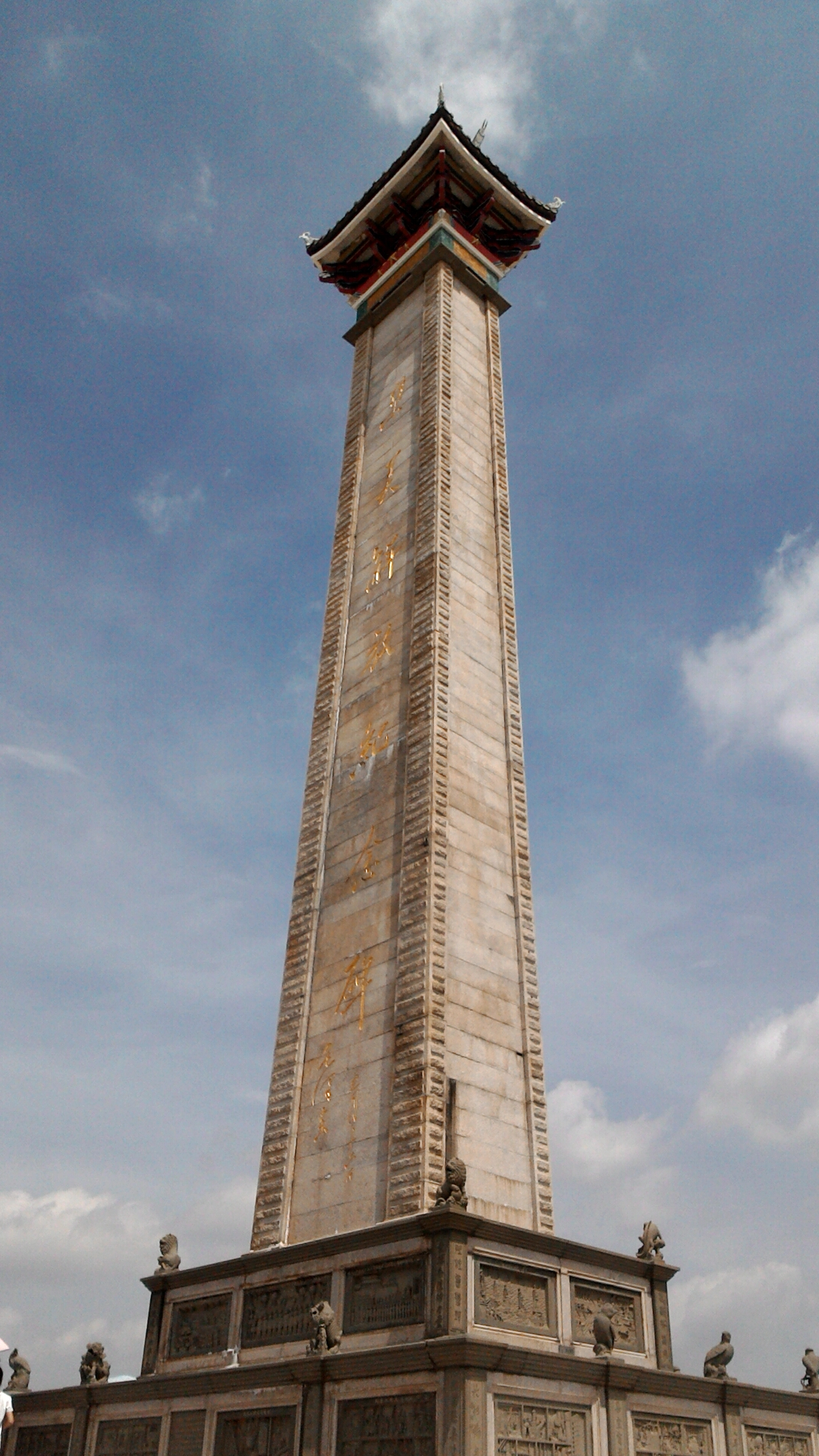
毛澤東題词的集美解放紀念碑

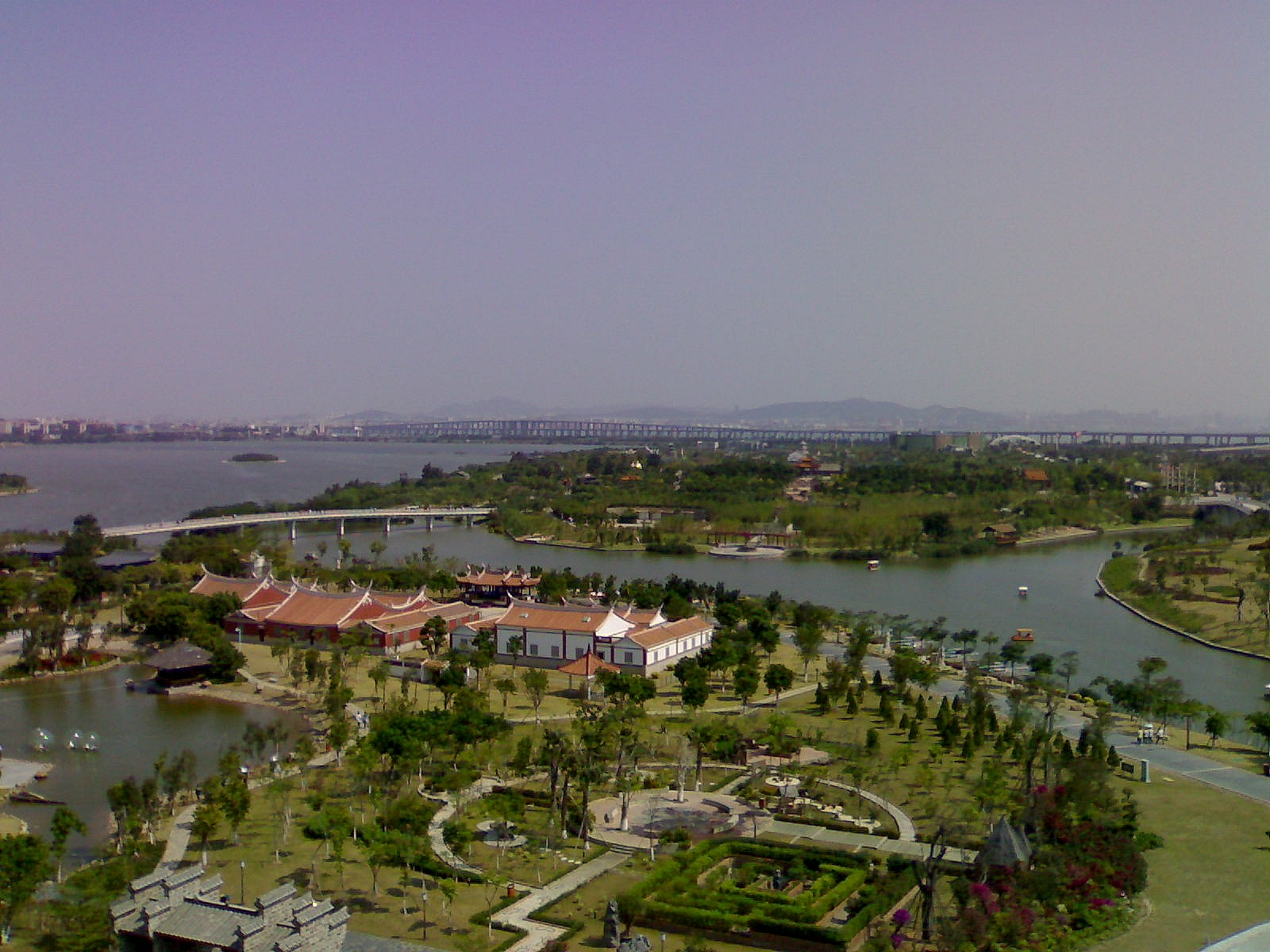
厦门园林博览苑

集美區历史上长期属于福建省同安縣。明洪武二十三年（1390年），设立高浦守御千户所（位于今集美区杏林街道高浦社区）。
1987年8月，厦门市郊区部分区域划给开元区、思明区以及新设立的湖里区，同时更名为集美区。直至2000年初，集美区辖3个镇，为集美镇、灌口镇和后溪镇。2000年，撤销集美镇，设立集美街道办事处；从后溪镇划出浒井、孙厝、叶厝、凤林美4个居委会和东安、兑山2个村，设立侨英街道办事处。
2003年4月26日，国务院批准将杏林区更名海沧区，同时将杏林区的杏林街道办事处和杏林镇划归集美区管辖。其时，集美区辖3个街道，3个镇，为集美街道、侨英街道、杏林街道、灌口镇、后溪镇和杏林镇。
2004年9月23日，福建省人民政府（闽政文[2004]291号）批复同意厦门市集美区撤销杏林镇设立杏滨街道办事处并调整杏林、杏滨街道办事处行政区划：

1. 撤销杏林镇，设立杏滨街道办事处。
2. 设立杏滨街道办事处后从杏林街道办事处划出日升、三秀、杏堤3个社区归杏滨街道办事处管辖，从杏滨街道办事处划出西亭、内林、杏林、高浦4个行政村归杏林街道办事处管辖。
3. 行政区划调整后，杏林街道办事处辖宁宝、纺织、曾营3个社区和西亭、内林、杏林、高浦4个行政村，街道办事处驻杏林南路33号。杏滨街道办事处辖日升、三秀、杏堤3个社区和锦园、前场、西滨、马銮4个行政村，街道办事处驻杏林南路12号。

## 行政区划
集美区下辖4个街道、2个镇、3个类似乡级单位：集美街道、侨英街道、杏林街道、杏滨街道、灌口镇、后溪镇、厦门市第二农场、福建省天马种猪场、天马华侨农场和坂头防护林场。

## 人口
根據第七次全国人口普查數據，截至2020年11月1日零時，集美區常住人口為1036987人。

## 交通

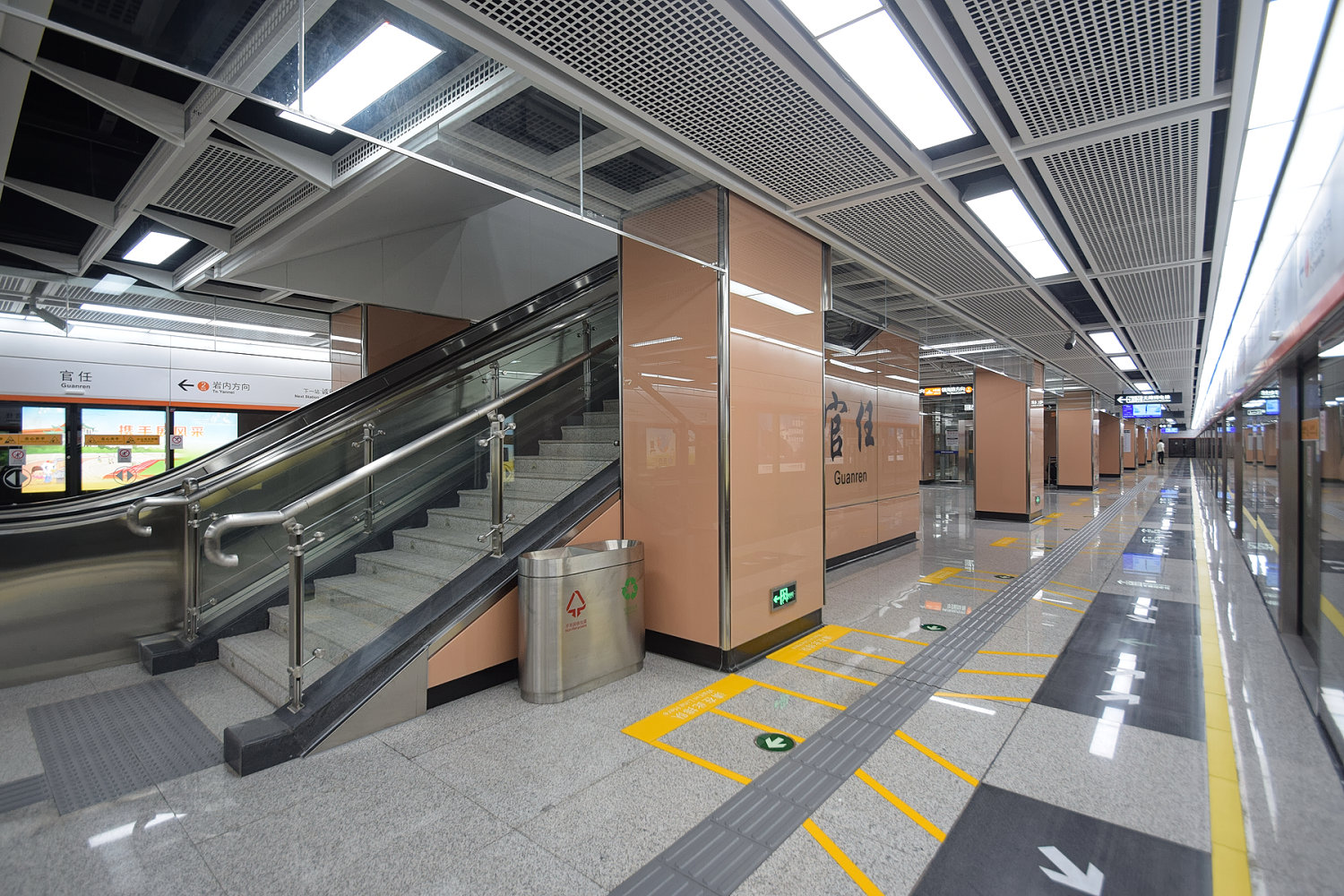
廈門地鐵官任站

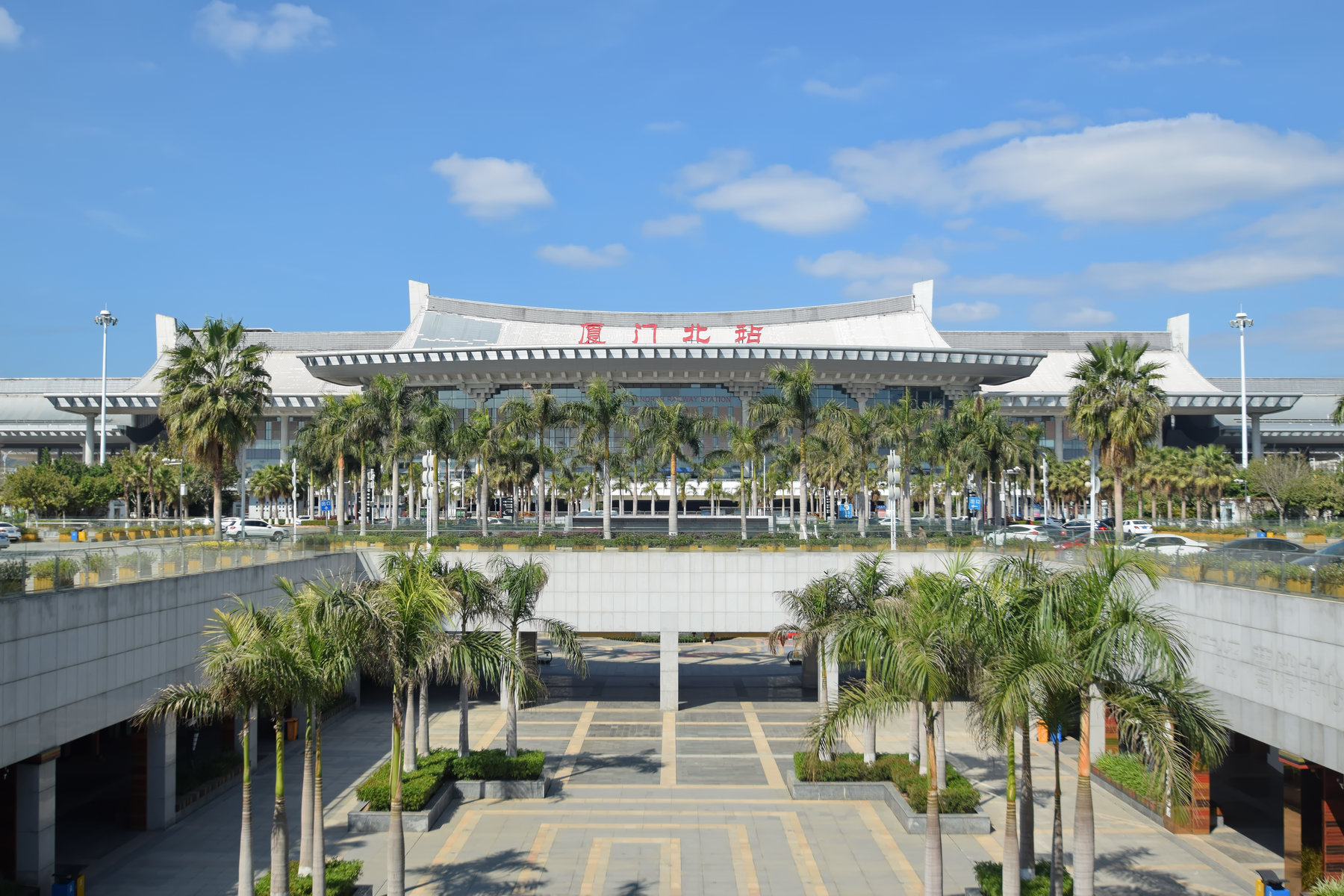
鐵路廈門北站

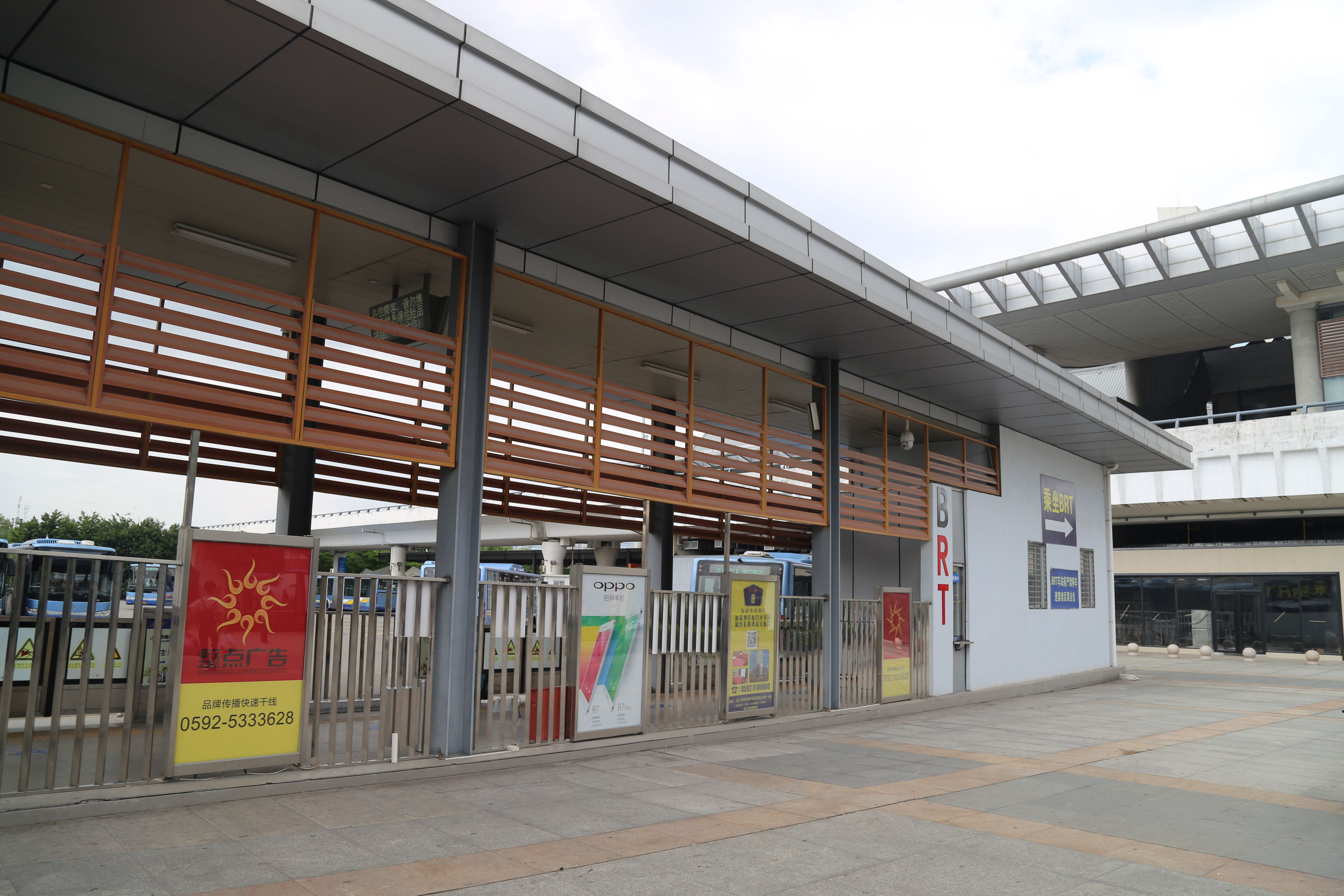
廈門BRT廈門北站

### 國道
- 319国道

### 廈門地鐵
- 廈門地鐵1號線，啟用日期於2017年12月31日，以下地铁站点屬於廈門市集美区境內。
  - 集美學村站
  - 園博苑站
  - 杏林村站
  - 杏錦路站
  - 官任站
  - 誠毅廣場站
  - 集美軟體園站
  - 集美大道站
  - 天水路站
  - 廈門北站
  - 岩內站
- 廈門地鐵4號線(建設中)
  - 廈門北站
- 廈門地鐵6號線(建設中)
  - 官任站

### 鐵路
- 龙厦铁路以及杭深鐵路
  - 廈門北站

### 廈門快速公交
- 廈門BRT1號線以及6號線
  - 廈門北站